# Kanton Vernon-Sud
Der Kanton Vernon-Sud war von 1982 bis 2015 ein französischer Wahlkreis im Arrondissement Évreux, im Département Eure und in der Region Normandie; sein Hauptort war Vernon.
Der Kanton Vernon-Sud war 72,20 km² groß und hatte 26.422 Einwohner (Stand 1999). 

## Gemeinden
Der Kanton bestand aus sechs Gemeinden und einem Teil von Vernon:
| Gemeinde               | Einwohner  | Code postal | Code Insee |
| ---------------------- | ---------- | ----------- | ---------- |
| Douains                | 465        | 27120       | 27203      |
| La Heunière            | 241        | 27950       | 27336      |
| Houlbec-Cocherel       | 1188       | 27120       | 27343      |
| Mercey                 | 45         | 27950       | 27399      |
| Rouvray                | 166        | 27120       | 27501      |
| Saint-Vincent-des-Bois | 261        | 27950       | 27612      |
| Vernon (teilweise)     | 24.056 (1) | 27200       | 27681      |

(1) Einwohnerzahl der Gesamtstadt